# Puente del Diablo (Potosí)
El puente del diablo, de San Bartolomé o Supay Chaka es una infraestructura ubicada sobre el río Llocalla, afluente del Pilcomayo en el municipio de Yocalla, en el Departamento de Potosí.
Es conocido por ser parte de una popular leyenda potosina registrada al menos desde el siglo XIX que menciona que su construcción supuso un acuerdo con el Diablo.

## Historia
El puente es el más antiguo de Bolivia que se mantiene en funcionamiento, los registros históricos mencionan que fue construido por Diego Sayago en 1651.

## Leyendas
El escritor potosino Julia Lucas Jaimes menciona en su obra Leyendas potosinas:

Entre tanto, lo que hay de positivo y firme, es el puente del diablo, construcción cuyo origen nadie conoce, sino es por la conseja que he tenido la honra de contaros.

En su libro de 1892, Leyendas de los indios quichuas, Filiberto De Olivera Cesar menciona el Puente del Diablo de Yocalla y los personajes de su historia incluyen a Hualpa y Chasca-ñaui.

## Características
El puente de piedra labrada estuvo en funcionamiento hasta que fue reemplazado por una estructura de Hormigón que sustituyó su uso para el tráfico motorizado, tras problemas estructurales surgidas el 2016 en la nueva obra, el Puente del Diablo, volvió a recibir tráfico vehicular de buses interdepartamentales.La antigua estructura ha tenido problemas de erosión debido a la existencia de alcantarillas con desembocaduras circundantes.